# Rachel (Theaterstück)
Rachel ist ein Theaterstück, das 1916 von der afroamerikanischen Lehrerin, Dramatikerin und Dichterin Angelina Weld Grimké (27. Februar 1880–10. Juni 1958) geschrieben wurde. Grimké reichte das Stück beim Drama Committee der National Association for the Advancement of Colored People (NAACP) ein. Bei der ersten Aufführung des Stücks hieß es im Programmheft: „Dies ist der erste Versuch, die Bühne für Propaganda für eine Rasse zu nutzen, um das amerikanische Volk über den beklagenswerten Zustand der Millionen farbiger Bürger in dieser freien Republik aufzuklären.“

## Die Figuren
- Mrs. Mary Loving, eine Witwe
- Rachel Loving, ihre Tochter
- Thomas Loving, ihr Sohn
- Jimmy Mason, ein kleiner Junge
- John Strong, ein Freund der Familie
- Mrs. Lane, eine Anruferin
- Ethel Lane, ihre Tochter
- Mary
- Nancy
- Edith
- Jenny
- Louise
- Martha
- Die kleinen Freunde von Rachel

## Die Handlung
Das dreiaktige Stück mit dem Originaltitel Blessed are the Barren (dt.:Gesegnet sind die Unfruchtbaren)  zeigt eine gebildete, sensible junge Frau, die beginnt, die Realität des amerikanischen Rassismus zu verstehen. Schließlich fällt sie aufgrund dieser neuen Einsicht in eine akute Melancholie. Im ersten Akt wird deutlich, dass ihre Liebe zu Kindern in ihr den tiefen Wunsch geweckt hat, eines Tages selbst ein Kind zu bekommen. In der Folge bringt sie viele kleine farbige Kinder ins Haus ihrer Mutter, für die sie liebevoll sorgt. Daraufhin offenbart ihre Mutter ihr und ihrem Bruder die Tatsache, dass ihr Vater und ein weiterer Bruder 10 Jahre zuvor gelyncht wurden. In den folgenden Akten erfährt Rachel mehr von dem Rassismus, den die von ihr so geliebten kleinen Kinder in ihrer Schule erdulden müssen, und beschließt, niemals selbst Kinder zu bekommen. Da ist es nur konsequent, dass sie zuletzt auch die Liebe von John Strong, einem Freund ihres Bruders, den sie eigentlich liebt, zurückweist.

## Aufführungsgeschichte
Rachel wurde an der Myrtilla Miner Normal School in Washington, DC., einem Lehrer-College von den National Guy Players unter der Schirmherrschaft der National Association for the Advancement of Colored People, uraufgeführt. Von seinem Status als work in progress in den Jahren zuvor bis zur Fertigstellung dieser Produktion wurde Grimké von John Garrett Underhill, einem weißen New Yorker Kritiker, Dramatiker, Produzenten und Mitglied des Vorstands der NAACP, betreut. Die Produktion wurde 3. und 4. März 1916 gespielt.
Etwa ein Jahr später wurde das Stück am Experimental- und Stadtbezirkstheater Neighborhood Playhouse in der Lower East Side von New York neu inszeniert. Die New Yorker Produktion behielt die meisten der Schauspieler aus der D.C.-Produktion bei. Lillian Wald, Leiterin des Henry Street Settlement, arbeitete mit Mary White Ovington, einer der Gründerinnen der NAACP, zusammen, um diese Inszenierung von Rachel 1917 in das Neighborhood Playhouse zu bringen. Es war das erste Mal, dass ein Theater in den Vereinigten Staaten ein Stück eines farbigen Autors mit einer farbigen Besetzung vor einem „gemischten“ Publikum aufführte. (Lillian D. Wald, Progressive Activist, herausgegeben von Clare Coss, The Feminist Press at the City University of New York, 1989, S. 11–12) Premiere war am 25. April 1917.
Einen Monat später, am 24. Mai 1917, wurde das Stück auf Drängen von Maud Cuney Hare, der prominenten Musikerin, Schriftstellerin und Tochter des Schwarzenführers Norris Wright Cuney, in Cambridge, Massachusetts, in der Brattle Hall, dem Auditorium der Cambridge Social Union, aufgeführt. Eine Kirche vor Ort, die Saint Bartholomew’s Episcopal Church, trat als Sponsor für die Aufführung auf, die von Amateurschauspielern gegeben wurde.
Im Jahr 1924 inszenierte die Colored Branch of YMCA das Stück Rachel in New Castle, Pennsylvania.
Rachel wurde vom Department of Drama and Dance am Spelman College in Atlanta, GA, 1991 aufgeführt. Es wurde von Tisch Jones adaptiert und inszeniert.
Rachel erlebte 2014 seine europäische Erstaufführung im Finborough Theatre, London.
Rachel wurde 2018 vom Theater Ensemble of Color in Portland, Maine, produziert.

## Kritiken
Patricia R. Schroeder argumentierte, dass sich Angelina Weld Grimkés Anti-Lynch-Drama wie das Stück Mary Burrill auf naturalistische Schauplätze und eine volkstümliche Sprache gestützt habe, und zwar in der Hoffnung, „die mimetische Kraft des Realismus zu nutzen, um Stereotypen zu hinterfragen und soziale Ungerechtigkeit zu veranschaulichen“. In ähnlicher Weise hat Judith L. Stephens argumentiert, dass der Rückgriff auf den Realismus in Anti-Lynch-Dramen die Bildhaftigkeit der Tat und ihren allgegenwärtigen Einfluss auf das Alltagsleben illustriert habe. Will Harris bietet eine Interpretation von Grimkés Realismus, die seine Hinwendung hin zu einer liberalen Rassen- und Sexualpolitik hervorhebt: „Während sie die Notlage ihrer Rasse dramatisierten, um damit sowohl ein schwarzes Rassenbewusstsein zu erwecken als auch ein mögliches weißes Publikum anzusprechen, formulierten frühe schwarze Dramatikerinnen auch dramatische Strategien, die es ihnen ermöglichten, eine substanzielle und unabhängige afroamerikanische weibliche Präsenz zu inszenieren und so deren sexuelle Gleichberechtigung vorzuschlagen.“
Während einige Kritiker den Realismus in Grimkés Stück hervorheben, kritisieren andere die extreme Sentimentalität und finden das Stück dadurch eher dem Genre des Melodrams zugehörig. Sogar Grimkés Biografin Gloria T. Hull bemerkt, dass Rachel als extrem und damit „zu sensibel, zu gut, zu süß - fast zuckersüß“ daherkommt.
David Krasner veröffentlichte in seinem Buch über die Harlem Renaissance mit dem Titel A Beautiful Pageant eine kritische Lesart von Rachel mit Hilfe von Walter Benjamin. Darin argumentiert er, dass Rachel weder realistisch noch symbolisch sei und in seiner Sentimentalität sowohl die Trauer als auch die Allegorie durchlaufe. Das Stück überschreitet den Realismus und verlässt sich auf die Allegorie, weil „die Allegorie in ihren Zweideutigkeiten und Widersprüchen die Macht hat, die amorphe Ästhetik der Wirkung des Lynchmords auf einen sensiblen und überforderten Charakter auszudrücken“.

## Zentrale Themen und deren Darstellung
In einer häuslichen Umgebung angesiedelt und damit auf die „Idealisierung des Mutterseins“ in der damaligen Zeit anspielend, versuchte Grimkes Stück Rachel „das Gewissen der weißen Frauen zu erreichen“. Grimkes Fokus auf die Mutterschaft, tief beeinflusst durch die ihr selbst fehlende Mutter, ist vielleicht eines der stärksten Elemente von Rachel. Indem sie ihr Stück in einem schwarzen Zuhause ansiedelt, verleiht Grimke ihren weiblichen Charakteren eine „tugendhafte Weiblichkeit“, die in früheren Bühnendarstellungen schwarzer Frauen deutlich fehlt. Grimke betont auch die „ehrenhafte Männlichkeit“ schwarzer Männer in ihrem Werk, was einer würdevolleren Darstellung schwarzer Männer auf der Bühne den Weg ebnet. Grimke gelingt es durch das häusliche Setting, die Afroamerikaner aus der Sicht der Weißen quasi zu „vermenschlichen“, und sowohl Männer wie auch Frauen auf eine Art und Weise zu porträtieren, die ein positives Bild des „schwarzen Familienlebens“ schafft. Eines der vorherrschenden Themen in Rachel ist die Bewahrung der Unschuld von kleinen Kindern. Die frühe Kindheit ist unvoreingenommen von rassistischen Stigmata, weil sie eine Lern- und Entwicklungsperiode ist. Obwohl Kinder ständig von ihrer Gesellschaft beeinflusst werden, haben sie noch keine eindeutigen Entscheidungen über sich selbst und die Menschen um sie herum getroffen. Das gibt ihnen eine Reinheit, die besonders inmitten von Lynchjustiz und Rassismus extrem spürbar ist. Rachel nimmt eine mütterliche Rolle für viele der Kinder in ihrer Gemeinde ein, und sie scharen sich natürlich um sie, weil sie sich ihnen gegenüber so liebevoll verhält. Rachel gibt zu, dass sie aus irgendeinem Grund in Bezug auf schwarze Babys das Gefühl hat, „sie mehr als andere Babys beschützen zu müssen. Sie sind in Gefahr, aber vor was?“. Rachel ist sich des zunehmenden Rassismus um sie herum zunächst nicht voll bewusst. Als eine Mutterfigur gezeichnet, teilt sie die Naivität der kleinen Kinder gewissermaßen ein wenig, obwohl sie gleichzeitig meint, sie beschützen zu müssen. Doch obwohl Rachel nicht genau sagen kann, warum sie sich wegen der Kinder unwohl fühlt, weiß sie, dass irgendetwas nicht stimmt. Ihre Ängste werden noch deutlicher, als sie entdeckt, dass ihre Freundin Mary nicht mit ihr gesehen werden will, weil Rachel schwarz ist. Dies ist ein deutlicher Punkt, an dem die Unschuld der Kindheit zu zerbrechen beginnt. Rachel ist im ersten Akt des Stücks etwa neunzehn Jahre alt; sie ist in einem Alter, in dem sozialer Druck die Menschen stark beeinflusst.